# Аль-Кувейт
«А́ль-Кувейт» (араб. نادي الكويت الرياضي‎) — кувейтский футбольный клуб из города Эль-Кувейт, выступающий в Премьер-лиге Кувейта. Основан в 1960 году. Домашние матчи проводит на стадионе «Аль-Кувейт», вмещающем 18 500 зрителей.

## Достижения
- Чемпион Кувейта (20): 1964/65, 1967/68, 1971/72, 1973/74, 1976/77, 1978/79, 2000/01, 2005/06, 2006/07, 2007/08, 2012/13, 2014/15, 2016/17, 2017/18, 2018/19, 2019/20, 2021/22, 2022/23, 2023/24, 2024/25
- Обладатель Кубка эмира Кувейта (16): 1976, 1977, 1978, 1980, 1985, 1987, 1988, 2002, 2009, 2013/14, 2015/16, 2016/17, 2017/18, 2018/19, 2019/20, 2020/21, 2022/23
- Обладатель Кубка наследного принца Кувейта (10): 1994, 2003, 2008, 2010, 2011, 2016/17, 2018/19, 2019/20, 2020/21, 2024/25
- Обладатель Кубка Федерации Кувейта (5): 1977/78, 1991/92, 2009/10, 2011/12, 2014/15
- Обладатель Суперкубка Кувейта (8): 2010, 2015, 2016, 2017, 2020, 2022, 2023/24, 2024/25
- Обладатель Кубка АФК (3): 2009, 2012, 2013